# Medulin
Medulin (en italien : Medolino) est un village et une municipalité située dans l’extrême sud de la péninsule d'Istrie, en Croatie. Au recensement de 2001, la municipalité faisant administrativement partie du Comitat d'Istrie, comptait 6 004 habitants, dont 77,71 % de Croates et le village seul comptait 2 580 habitants.

## Localités
La municipalité de Medulin compte 7 localités :
| - Banjole - Medulin - Pješčana Uvala - Pomer | - Premantura - Vinkuran - Vintijan |